# Svetozar Marković (Fußballspieler)
Svetozar Marković (serbisch-kyrillisch Светозар Марковић; * 23. März 2000 in Bijeljina, Bosnien und Herzegowina) ist ein serbischer Fußballspieler, der aktuell bei Viktoria Pilsen unter Vertrag steht. Der Innenverteidiger war serbischer U21-Nationalspieler.

## Vereinskarriere

### Partizan Belgrad
Der in Bijeljina, Bosnien und Herzegowina geborene Marković begann mit dem Fußballspielen beim lokalen Verein FK Radnik Bijeljina, bevor er im Jahr 2011 in die Jugendakademie des serbischen Erstligisten FK Partizan Belgrad wechselte. Für die gesamte Saison 2015/16 spielte er beim Farmteam Partizans, dem FK Teleoptik. Nach der Leihe wurde er im Sommer 2017 in die erste Mannschaft befördert. Sein Debüt gab er am 11. Oktober beim 3:0-Pokalsieg gegen den FK Rtanj Boljevac, als er in der 88. Spielminute für Bojan Ostojić eingewechselt wurde. In der Liga bestritt er sein erstes Spiel am 11. März 2018, als er beim 2:0-Auswärtssieg gegen den FK Čukarički über die volle Spielzeit zum Einsatz kam. Marković wurde daraufhin rasch zum Stammspieler in der Innenverteidigung neben Nemanja R. Miletić. Sein erstes Tor erzielte er am 30. Spieltag der Saison 2017/18 beim 5:0-Heimsieg gegen den FK Borac Čačak. Im Mai 2018 wurde er zum besten Debütant der Saison ausgezeichnet. Am 23. Mai schlug man mit Marković in der Startformation im Finale des serbischen Pokals den FK Mladost Lučani mit 2:1.
In der folgenden Spielzeit 2018/19 behielt er seinen Stammplatz bei und absolvierte bereits 25 Ligaspiele, in denen er ein Tor erzielen konnte. Den Pokalsieg konnte man am 23. Mai 2019 mit einem 1:0-Sieg gegen den Rivalen Roter Stern Belgrad wiederholen, jedoch wurde er in diesem Spiel nicht berücksichtigt.

### Olympiakos Piräus
Am 8. Juli 2019 wurde bekanntgegeben, dass Svetozar Marković einen Fünfjahresvertrag beim griechischen Erstligisten Olympiakos Piräus unterzeichnet hat. Die Ablösesumme für den Innenverteidiger belief sich auf 1,5 Millionen Euro. Nachdem er sich in den ersten Monaten bei Olympiakos keinen Stammplatz sichern konnte, wurde er am 31. Januar 2020 für die restliche Saison 2019/20 an den AE Larisa ausgeliehen. Dort debütierte er am 15. Februar 2020 (24. Spieltag) bei der 1:2-Heimniederlage gegen PAOK Thessaloniki in der höchsten griechischen Spielklasse. Nach acht Ligaeinsätzen für den Verein kehrte er am 2. Oktober 2020 nach Piräus zurück.
Am 4. Oktober 2020 wechselte er für ein Jahr auf Leihbasis zu seinem ehemaligen Arbeitgeber FK Partizan Belgrad. 2022 ging er zum FK Partizan zurück.

### Viktoria Pilsen
Im Sommer 2024 wechselte Marković zu Viktoria Pilsen.

## Nationalmannschaft
Marković repräsentierte Serbien in diversen Jugendauswahlen beginnend mit der U16. Mit der U-17-Nationalmannschaft nahm er unter anderem an der U-17-Europameisterschaft 2017 in Kroatien teil.

## Erfolge

### Verein
FK Partizan Belgrad
- Serbischer Pokal: 2017/18, 2018/19